# Мацялко Михайло Васильович
Михайло Васильович Мацялко (нар. 15 лютого 1933, село Батятичі, тепер Кам'янка-Бузького району Львівської області) — український діяч, генеральний директор Української газової корпорації «Укргаз». Народний депутат України 1-го скликання.

## Біографія
Народився у селянській родині. Навчався в технікумі, працював робітником ремонтної майстерні, колгоспником. Служив у Радянській армії.
У 1957—1964 роках — технік, старший технік Львівської філії проектного інституту «Діпромісто».
Член КПРС.
У 1964—1969 роках — головний інженер РБУ тресту «Львівгаз».
У 1967 році закінчив заочно Львівський політехнічний інститут, інженер-будівельник.
У 1969—1970 роках — головний інженер тресту «Львівгаз».
У 1970—1974 роках — 1-й заступник завідувача, завідувач відділу комунального господарства виконавчого комітету Львівської обласної ради депутатів трудящих.
У 1974—1975 роках — начальник головного управління газового господарства Міністерства житлово-комунального господарства УРСР.
У 1975—1996 роках — генеральний директор Української газової корпорації «Укргаз».
18.03.1990 обраний Народним депутатом України, 2-й тур 50.86 % голосів, 5 претендентів. Входив до груп «Аграрники», «Промисловці».
Член Комісії ВР України з питань відродження та соціального розвитку села.
З 1996 року — директор Львівської філії ЗАТ ТЕК «Ітера Україна».
Потім — на пенсії.

## Нагороди
- орден Дружби народів
- ювілейна медаль «25 років незалежності України» (2016) та інші медалі
- Почесна грамота Кабінету міністрів України (.02.2003)[1]
- Заслужений працівник сфери послуг України (1993)